# Antonino Maccarrone
Antonino Maccarrone (Santa Teresa di Riva, 7 novembre 1922 – Pisa, 31 ottobre 1972) è stato un politico e senatore italiano.

## Biografia
Antonino Maccarrone, nasce a Santa Teresa di Riva, Provincia di Messina, nel quartiere Bucalo, nel 1922, da Giuseppe Maccarrone e Carmela Irrera.
Giovanissimo si trasferisce con tutta la famiglia a Pisa, dove si laurea in Medicina e Chirurgia; subito dopo divenne assistente della cattedra di Igiene e Microbiologia dell'Università di Pisa.
Nel 1940 si iscrive all'ancora clandestino Partito Comunista Italiano.
Nel 1948 è nominato membro della deputazione provinciale di Pisa. Nello stesso anno è eletto presidente del Consorzio Ferrotranvieri di Pisa-Livorno, carica che mantenne fino alle dimissioni nel 1963.
Nel 1951 è consigliere d'amministrazione degli Ospedali Riuniti Santa Chiara; l'anno successivo viene eletto consigliere provinciale nel collegio IV di Pisa ed eletto presidente della Provincia di Pisa. Mantenne tale carica fino al dicembre 1962.
Nel 1963 è eletto consigliere comunale a Pisa, sarà riconfermato anche nelle successive elezioni. Al III congresso regionale viene eletto membro della presidenza nazionale della Lega dei Comuni Democratici.
Il 28 giugno 1963 con 51.498 voti viene eletto senatore nel collegio di Volterra, ed entra a far parte della commissione Igiene e Sanità. Nel giugno 1968 viene riconfermato senatore nel collegio di Livorno; farà parte della commissione Finanze e Tesoro. Viene poi rieletto alle elezioni politiche della primavera 1972. Muore a Roma il 31 ottobre successivo.
In sua memoria a Pisa sono stati intitolati l'auditorium situato presso la sede dell'amministrazione provinciale e una biblioteca.